# Mountain Park (Georgia)
Mountain Park è una città degli Stati Uniti d'America, situata in Georgia, nella Contea di Fulton e in parte nella Contea di Cherokee.